# Thomas Cavalier-Smith
Thomas (Tom) Cavalier-Smith (né le 21 octobre 1942 et mort le 19 mars 2021) est professeur de biologie évolutive au département de zoologie de l'université d'Oxford. Il reçoit le Prix international de biologie (un prix de 10 millions de yens) en 2004.

## Travaux
Cavalier-Smith a publié de nombreux ouvrages sur la classification. Une de ses principales contributions à la biologie est sa proposition d'un sixième règne du vivant : les Chromista, bien que l'utilité du groupement soit encore sujette à débat. Il émet aussi l'hypothèse que tous les Chromista et Alveolata partagent le même ancêtre commun, hypothèse qui est avérée par des études morphologiques et moléculaires,. Il appelle ce nouveau groupe « Chromalveolata ». Il propose aussi le nom de nombreux autres taxons, comme Opisthokonta (1987), Rhizaria (2002), et Excavata (2002). Avec Chromalveolata, Amoebozoa (il énonce leur description en 1998) et Archaeplastida, tous les six forment la base de la taxonomie des eucaryotes. Le professeur Cavalier-Smith publie aussi des articles sur des questions telles que l'origine de plusieurs organites cellulaires (notamment au niveau du noyau et des mitochondries). Il a également suggéré que les cellules plus grandes, créées par fusion, auraient plus de chances de survivre en période difficile grâce à leurs réserves alimentaires plus importantes,. En 2025, un modèle mathématique développé par l'équipe de Constable semble confirmer cette hypothèse. Dans ce modèle, des petites cellules prospérant dans un environnement favorable sont transférées dans un environnement hostile, où les cellules plus grandes ont un avantage de survie. Cette hypothèse reste toutefois controversée, ainsi que bon nombre de ses thèses les mieux étayées qui, bien que relativement connues, ne  recueillent pas un large soutien dans la communauté scientifique à ce jour,.
Plus récemment, il publie un document traitant de la taxonomie des procaryotes.

## Liste partielle des publications

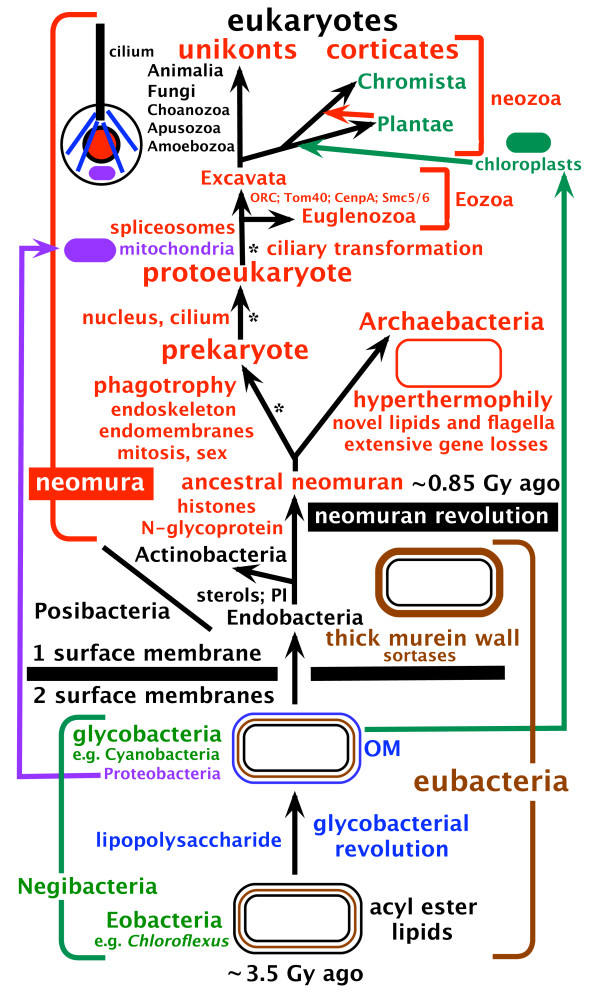
L'arbre de la vie et les étapes majeures de l'évolution de la cellule, selon Cavalier-Smith (2010).

- (en) Thomas Cavalier-Smith, « Eukaryote kingdoms: Seven or nine? », BioSystems, vol. 14, nos 3-4,‎ 1981, p. 461–481 (DOI 10.1016/0303-2647(81)90050-2).
- (en) Thomas Cavalier-Smith, « The kingdoms of organisms », Nature, vol. 324, no 6096,‎ 4 décembre 1986, p. 416-417 (DOI 10.1038/324416a0).
- (en) Thomas Cavalier-Smith, « Eucaryotes with no mitochondria », Nature, vol. 326, no 6111,‎ 26 mars 1987, p. 332-333 (DOI 10.1038/326332a0).
- (en) Thomas Cavalier-Smith, « The origin of eukaryotic and archaebacterial cells », Annals New York Academy of Sciences, vol. 503, no 1,‎ juillet 1987, p. 17 à 54 (DOI 10.1111/j.1749-6632.1987.tb40596.x).
- (en) Thomas Cavalier-Smith, « Archaebacteria and Archezoa », Nature, vol. 339, no 6220,‎ 11 mai 1989, p. 100-101 (DOI 10.1038/339100a0).
- (en) Thomas Cavalier-Smith, « Kingdom Protozoa and Its 18 Phyla », Microbiological Reviews, vol. 57, no 4,‎ décembre 1993, p. 953-994 (PMCID PMC372943).
- T. Cavalier-Smith, "A revised six-kingdom system of life", Biological Reviews, Cambridge Philosophical Society, Vol.73, No.3, August 1998, p. 203–266. DOI 10.1111/j.1469-185X.1998.tb00030.x
- T. Cavalier-Smith, "What are Fungi?", in Karl Esser, David J. McLaughlin, Esther G. McLaughlin, Paul A. Lemke (ed.), The Mycota : A Comprehensive Treatise on Fungi as Experimental Systems for Basic and Applied Research, Volume VII : Systematics and Evolution, Part A, Springer Verlag, Berlin, Heidelberg, New York, 2001, p. 3-37.  (ISBN 3-5-405-8008-5) DOI 10.1007/978-3-662-10376-0_1
- T. Cavalier-Smith, "Protist phylogeny and the high-level classification of Protozoa", European Journal of Protistology, Vol.39, No.4, 2003, p. 338-348. DOI 10.1078/0932-4739-00002
- T. Cavalier-Smith, "Only six kingdoms of life", Proc. R. Soc. Lond. B, Vol.271, No.1545, June 22, 2004, p. 1251–1262. DOI 10.1098/rspb.2004.2705
- T. Cavalier-Smith, "Concept of a bacterium still valid in prokaryote debate", Nature, Vol.446, No.7133, March 15, 2007, p. 257. DOI 10.1038/446257c
- T. Cavalier-Smith, "Kingdoms Protozoa and Chromista and the eozoan root of the eukaryotic tree", Biology Letters, Vol.6, No.3, June 23, 2010, p. 342–345. DOI 10.1098/rsbl.2009.0948